# Porolahti
Porolahti är en vik i Finland. Den ligger i Vederlax i landskapet Kymmenedalen, i den södra delen av landet, 150 km öster om huvudstaden Helsingfors.